# Nazar Petroszján
Nazar Petroszján, örményül: Նազար Պետրոսյան (Mary, 1951. június 6. –) szovjet válogatott örmény labdarúgó, középpályás, edző, sportvezető.

## Pályafutása

### Klubcsapatban
1969 és 1977 között az Ararat Jereván, 1978 és 1980 között a CSZKA Moszkva, 1981-ben a Kubany Krasznodar, 1982 és 1984 között ismét az Ararat labdarúgója volt. Az Ararattal egy szovjet bajnoki címet és két kupagyőzelmet ért el. 1990-ben és 1992-ben a Kotajk Abovján edzőjeként ismét aktív játékos lett egy rövid időre.

### A válogatottban
1976–77-ben háromc alkalommal játszott a szovjet válogatottban.

### Edzőként, sportvezetőként
1989–90-ben, 1992-ben és 1993–94-ben a Kotajk Abovján vezetőedzője volt, majd az örmény U21-es válogatott olimpiai mérkőzéseinek szakmai munkáját irányította. Ezt követően sportvezető pozíciókat töltött be a CSZKA Moszkvánál, a Torpedo Moszkvánál, az orosz válogatottnál, a Szaturn és a Nyika Moszkvánál.

## Sikerei, díjai
Ararat Jereván
- Szovjet bajnokság
  - bajnok: 1973
- Szovjet kupa
  - győztes (2): 1973, 1975

## Statisztika

### Mérkőzései a szovjet válogatottban
| Szovjetunió | Szovjetunió        | Szovjetunió                      | Szovjetunió | Szovjetunió | Szovjetunió | Szovjetunió | Szovjetunió | Szovjetunió |
| #           | Dátum              | Helyszín                         | Hazai       | Eredmény    | Vendég      | Kiírás      | Gólok       | Esemény     |
| ----------- | ------------------ | -------------------------------- | ----------- | ----------- | ----------- | ----------- | ----------- | ----------- |
| 1.          | 1976. november 28. | Buenos Aires, Estadio Monumental | Argentína   | 0 – 0       | Szovjetunió | barátságos  | -           |             |
| 2.          | 1976. december 1.  | Rio de Janeiro, Maracanã Stadion | Brazília    | 2 – 0       | Szovjetunió | barátságos  | -           |             |
| 3.          | 1977. március 23.  | Belgrád, JNA Stadion             | Jugoszlávia | 2 – 4       | Szovjetunió | barátságos  | -           | 68'         |
|             | Összesen           |                                  |             | 3           | mérkőzés    |             | 0           | gól         |